# Zure sinaasappel
De zure sinaasappel (Citrus aurantium), ook wel bittersinaasappel, pomerans of (vooral in Suriname) zure oranje genoemd, is een plant uit de wijnruitfamilie (Rutaceae) die wel lijkt op de zoete sinaasappel, maar de smaak van de vruchten is heel anders.
De zure sinaasappel heeft een ronde vrucht met een doorsnede van ongeveer 7,5 cm, maar deze is licht afgeplat aan beide uiteinden. De aromatische schil is oranje of roodachtig oranje en ruw. Het vruchtvlees is bitter.
De vrucht van de zure sinaasappel wordt gebruikt voor marmelade, dranken (waaronder likeur, bijvoorbeeld oranjebitter) en in banketbakkerijen.
Uit de bloesem wordt een etherische olie en een absolue gewonnen die gebruikt worden als geur- of smaakstof in parfum en bijvoorbeeld cola. De etherische olie heet oranjebloesemolie of neroliolie.
De schillen van de zure sinaasappel, curaçaoschillen genaamd, worden onder andere gebruikt bij het brouwen van witbier en andere Belgische bieren.
In de Amerika's wordt het sap van de rijpe vrucht gebruikt als marinade voor vlees in de Nicaraguaanse, Cubaanse, Dominicaanse en Haïtiaanse keukens, net zoals in Peruaanse ceviche. In Yucatán is zure sinaasappelsap het belangrijkste ingrediënt van het traditionele gerecht cochinita pibil. In Suriname wordt het sap ervan ook gebruikt in het bekende gerecht pom.
De naam pomerans, zoals deze sinaasappel vroeger genoemd werd, is een samenvoeging van Lat. Pomum Aurantium dat ‘gouden appel’ betekent, of van Oudfrans pume d'orange/pume orange resp. Ouditaliaans pom-arancia met de Perzische wortel naranj ‘zure sinaasappel’ als rechterlid.
Enkele van de onderscheiden ondersoorten en variëteiten:
- Citrus aurantium subsp. bergamia Bergamot
- Citrus aurantium subsp. currassuviencis Laraha
- Citrus aurantium subsp. amara
- Citrus aurantium var. myrtifolia Mirtebladige mandarijn

## Fylogenie
De mogelijkheid om met DNA-sequencing onderzoek te doen naar verwantschappen tussen taxa en aan de hand daarvan stambomen op te stellen, hebben aan het licht gebracht dat veel van de tot nu toe als soort erkende citrussen in feite kruisingen zijn. Dat geldt ook voor Citrus ×aurantium, die een kruising zou zijn tussen de pompelmoes (Citrus maxima) en de mandarijn (Citrus reticulata). Zodra de fylogenie van het genus definitief is uitgezocht zullen de wetenschappelijke namen moeten worden aangepast.
... · 
C. aurantifolia (limoen) · 
C. aurantium (zure sinaasappel) · 
Citrus aurantium subsp. currassuviencis (laraha) · 
C. bergamia (bergamot) · 
C. ×clementina (clementine) · 
C. hystrix (papeda) · 
C. japonica (Chinese kumquat) · 
C. ×junos (yuzu) · 
C. kinokuni (cherry orange) · 
C. limon (citroen) · 
C. maxima (pompelmoes) · 
C. maxima × paradisi (pomelo) · 
C. medica (sukadeboom) · 
C. ×microcarpa (calamondin) · 
C. ×natsudaidai (amanatsu) · 
C. ×paradisi (grapefruit) · 
C. reshni · 
C. reticulata (mandarijn) · 
C. reticulata × paradisi (ugli) · 
C. reticulata 'Satsuma' (satsuma) · 
C. sinensis (sinaasappel) · 
C. sinensis 'Cara cara' (cara cara) · 
C. ×tangelo (tangelo) · 
...